# Місто Гернроде
51°43′28″ пн. ш. 11°08′21″ сх. д. / 51.724444444444° пн. ш. 11.139166666667° сх. д.
Місто Гернроде — район Кведлінбурга на північно-східному краю Гарца в окрузі Гарц у землі Саксонія-Ангальт. Гернроде вперше згадується в документі в 961 році і отримало право використовувати герб і печатку в 1539 році, що часто ототожнюється з наданням прав міста. Протягом майже 700 років тут знаходився жіночий монастир Гернроде, який спочатку був духовним, а після Реформації став ліберальним.
У старому місті з його звивистими вуличками багато будівель різних століть. На невеликому ринку розташована ратуша Гернроде періоду історизму, на захід від якої розташована романська вежа колишньої ринкової церкви Св. Стефана, а також найвідоміша пам'ятка, романська колегіальна церква Св. Киріака. Він розташований на південному шляху Романської дороги.

## Інтернет-ресурси
- Бібліографія. Місто Гернроде // Німецька національна бібліотека
- Internetseite der Stadt